# Antelmo di Chignin

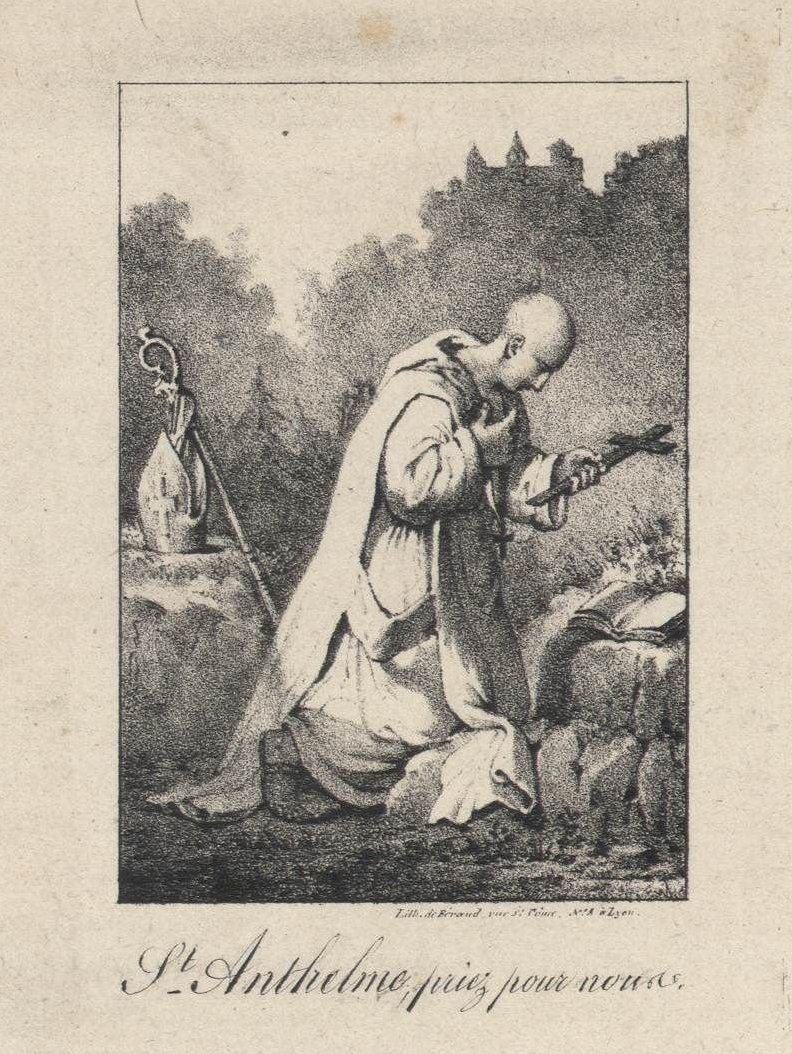
Heiliger Anthelm von Belley, Andachtsbild von 1854

Antelmo di Chignin oder Anthelm von Belley (* 1107 in Chignin; † 26. Juni 1178 in Belley) war Prior der La Grande Chartreuse sowie Kartause in Portes und Bischof von Belley.

## Leben
Er wurde 1107 in der Nähe von Chambéry in Arelat gelegenen, jetzt französischen Region Savoyen, als Sohn der adeligen Familie Chignin geboren. Später wurde er Weltpriester. Als Kanoniker in Belley und Inhaber weiterer Pfründen war er vermögend. Er besuchte häufiger Bozon, der Procurator in der La Chartreuse de Portes war. Diese gab er im Alter von 30 Jahren wieder auf. Danach trat er in die Kartause von Portes ein. Seine Profess legte er auf Wunsch von Prior Guigo I. in der Großen Kartause ab. Kurz zuvor am 30. Januar 1132 durch eine Steinlawine zerstört worden war; sieben tote Mönche waren zu beklagen gewesen. 1136 wurde ihm als Prokurator die Verwaltung der Grundstücke und der äußeren Angelegenheiten übertragen. 1139 wurde er zum Prior der Großen Kartause, des Mutterhauses des Ordens, gewählt. 1141 wurde er erster Generalprior des Ordens. 1142 fand das erste Generalkapitel statt.
Er erwies sich als guter Verwalter, so dass die Gemeinschaft nach Anzahl der Mitglieder wuchs und das geistige Leben Fortschritte machte. Er ließ die Gebäude mit einem Aquädukt und einer Verteidigungsmauer in einer geschützteren Lage, etwa zwei Kilometer vom ursprünglichen Ort entfernt, wieder aufbauen. Die Ordensregeln wurden während seiner Zeit vereinheitlicht und für den Eintritt von Frauen in eigenen Häusern angepasst. Er erreichte die engere Bindung der anderen Kartausen an das Mutterhaus. Unter den Mönchen befand sich Hugh von Lincoln, der ein großer Verehrer Antelmos war.
1152 überließ der die Leitung des Klosters Basileios von Burgund und lebte als einfacher Mönche in der Kartause. Von 1157 bis 1159 war er Prior in der Kartause Portes. Anschließend kehrte er in die Grand Chartreuse zurück. Papst Alexander III. ernannte ihn 1163 zum Bischof von Belley. Er unterstützte Papst Alexander III. gegen den Gegenpapst Viktor IV. Laut Überlieferung ging er keine Kompromisse ein und war ohne Furcht bei der Klerusreform und bei Diözesanangelegenheiten. Beispielsweise exkommunizierte er Humbert von Maurienne, als jener einen Priester verhaftete und einen anderen ermorden ließ. Dies wurde aber durch Papst Alexander III. nach Bitte von Humbert wieder aufgehoben. Daraufhin zog er sich aus seinem Bistum zurück.
Danach schickte ihn der Papst nach England, um König Heinrich II. mit Thomas Becket zu versöhnen. Diese Reise konnte er aus gesundheitlichen Gründen aber nicht antreten. Er kehrte nach Belly zurück, um sich um die Armen und Aussätzigen zu kümmern.
Anthelm starb 1178 in Belley. Als Humbert ihn an seinem Totenbett aufsuchte, erkannte er, dass er seine früheren Taten bereute.

## Verehrung
1368 erhob Papst Urban V. ihn zum Heiligen der Römisch-katholischen Kirche. Sein Gedenktag ist der 26. Juni. Sein Fest wird im Kartäuserorden seit 1607 mit zwölf Lesungen gefeiert. Seine Reliquien werden in Belley verehrt. In der Kunst hat er als Attribut eine von Gott gehaltene Lampe.